# Martinair-vlucht 138
Martinair-vlucht 138 was een chartervlucht van Soerabaja (Indonesië) naar Colombo (Sri Lanka). De vlucht werd uitgevoerd door Martinair in opdracht van Garuda Indonesia. Op 4 december 1974 vloog het vliegtuig kort voor de landing tegen een berg. Hierbij kwamen alle inzittenden, 184 Indonesische passagiers (pelgrims onderweg naar Mekka) en 7 Nederlandse bemanningsleden, om het leven.

## Achtergrondinformatie
De vlucht werd uitgevoerd met een Douglas DC-8-55F met registratienummer PH-MBH. Het toestel werd gebouwd in 1966 en was voorzien van gemodificeerde motoren van Pratt & Whitney. De gezagvoerder was Hendrik Lamme, die werd bijgestaan door copiloot Robert Blomsma en boordwerktuigkundige Johannes Wijnands.

## De vlucht
Het vliegtuig was om 12.03 uur UTC vertrokken vanaf Soerabaja en had Djedda (Saoedi-Arabië) als eindbestemming. In Colombo zou een tussenlanding gemaakt worden.
Rond 16.30 uur werd de daling ingezet. Om 16.43 uur gaf de luchtverkeersleiding de bemanning opdracht te dalen tot een hoogte van 2000 voet en te melden wanneer het vliegveld in zicht was, of wanneer het toestel zich recht boven het non-directional beacon "Katunayake" bevond. Deze boodschap werd bevestigd. Verder radiocontact vond er daarna niet meer plaats. Op een hoogte van 4355 voet vloog het toestel tegen de Saptha Kanya, zo'n 40 mijl ten oosten van Colombo.
Onderzoekers concludeerden later dat de bemanning de positie van het vliegtuig ten opzichte van het vliegveld onjuist bepaald had. De bemanning was hiervoor afhankelijk van de doppler- en weerradar aan boord van het toestel, maar deze instrumenten lieten ruimte open voor misinterpretatie. Het vliegtuig werd onderhouden door KLM, die begonnen was met de aanpassing van het instrumentarium aan KLM-standaarden maar deze nog niet voltooid had. Het dopplersysteem was niet van het merk en type dat KLM standaard gebruikte in de DC-8. De aan het dopplersysteem aangesloten indicator die aangeeft hoeveel mijlen het toestel nog af te leggen heeft, was wel van het standaardtype, maar werkte niet goed samen met het gebruikte dopplersysteem. Als gevolg daarvan was deze indicator onbetrouwbaar. Uit de radiocommunicatie met het toestel blijkt dat de bemanning zich hiervan waarschijnlijk niet bewust was.
In Norton Bridge, enkele kilometers van de plaats van het ongeluk, is een monument voor de slachtoffers geplaatst. Prominent onderdeel van het monument is een teruggevonden band van het vliegtuig.

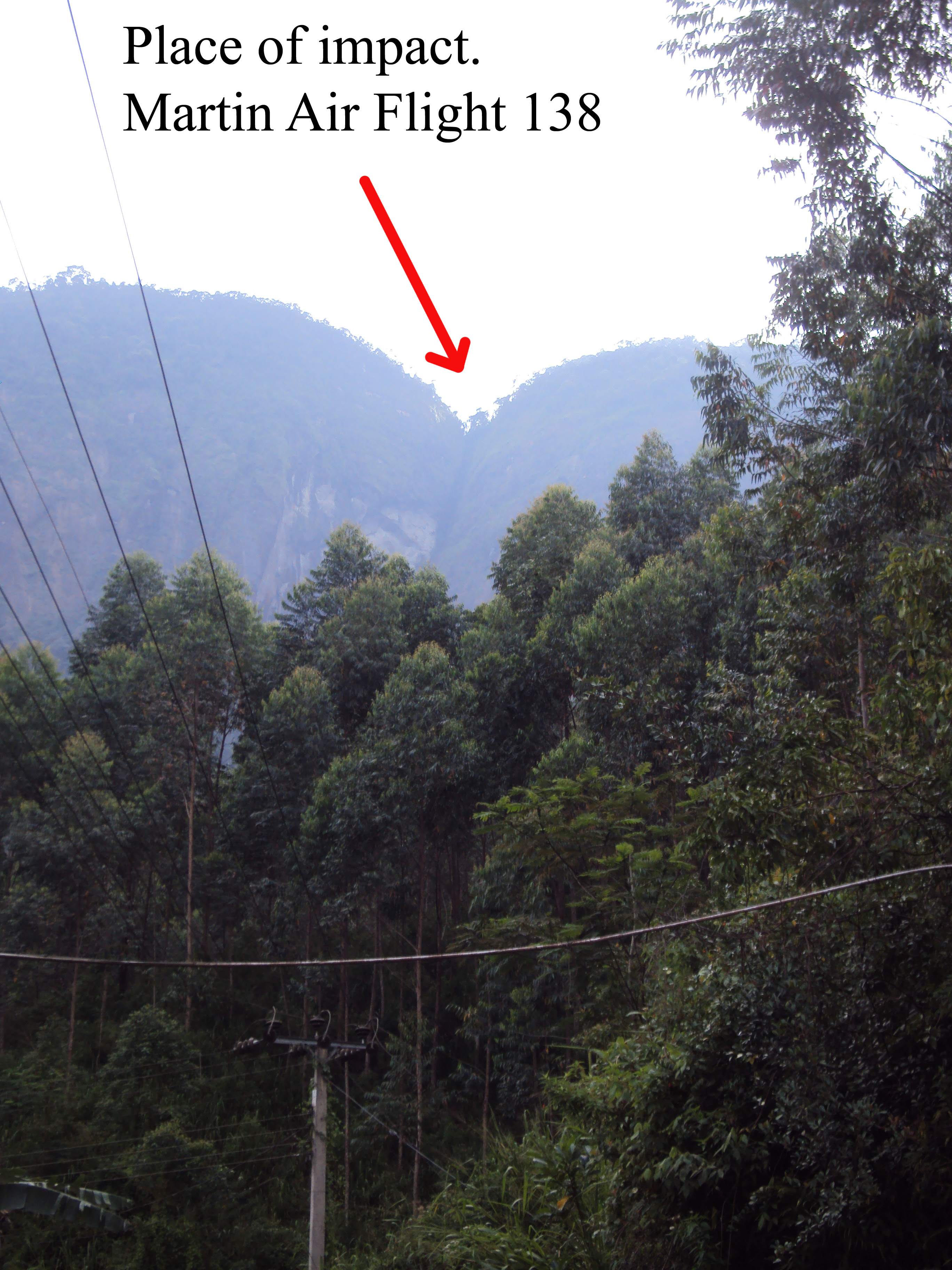
Plaats van het ongeval
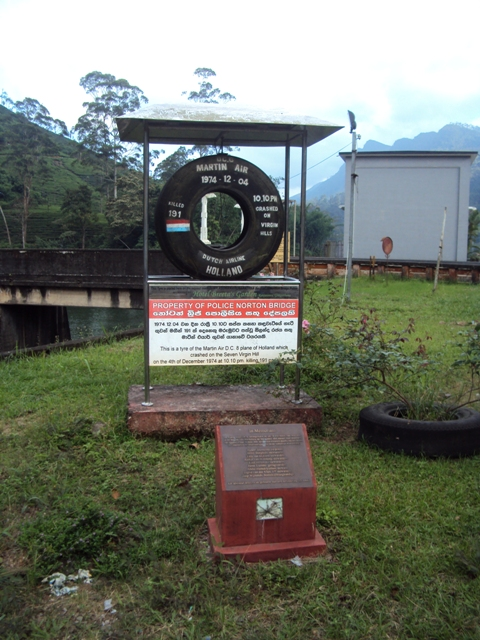
Monument met een band van het verongelukte vliegtuig